# Giovanni Agostino Adorno
Giovanni Agostino Adorno (Genova, 1551 – Napoli, 19 settembre 1591) è stato un religioso e chierico regolare minore.

## Biografia
Figlio di Michele Adorno e Nicoletta dei Campanari, nel 1588 cofondò insieme a Fabrizio Caracciolo e Ascanio Caracciolo la congregazione dei Chierici Regolari Minori. Venne attratto alla vita religiosa dal teatino Basile Pignatelli.
Anche il nipote, Celso Adorno, membro dell'Ordine dei Barnabiti, morì in odore di santità.